# 2 Reyes 14
2 Reyes 14 es el decimocuarto capítulo de la segunda parte de los Libros de los Reyes de la Biblia hebrea o Segundo Libro de los Reyes del Antiguo Testamento de la  Biblia cristiana El libro es una compilación de varios anales que registran los actos de los reyes de Israel y Judá por un compilador deuteronómico en el siglo VII a. C. con un suplemento añadido en el siglo VI a. C. Este capítulo narra los acontecimientos durante los reinados de Amasías hijo de Joás, rey de Judá, así como de Joás, y su hijo, Jeroboam II en el reino de Israel. La narración forma parte de una sección mayor 2 Reyes 9:1-2 Reyes 15:12 que abarca el período de la dinastía de Jehú.

## Texto
Este capítulo fue escrito originalmente en lengua hebrea y desde el siglo XVI se divide en 29 Versículos.

### Testigos textuales
Algunos de los primeros manuscritos que contienen el texto de este capítulo en hebreo pertenecen a la tradición del Texto Masorético, que incluye el Códice de El Cairo (895), el Códice de Alepo (siglo X) y el Códice Leningradensis (1008).
También existe una traducción al griego koiné conocida como Septuaginta, realizada en los últimos siglos a. C.. Los manuscritos antiguos existentes de la versión Septuaginta incluyen el Codex Vaticanus ('B; {\displaystyle {\mathfrak {G}}}B; siglo IV) y el Codex Alexandrinus (A; {\displaystyle {\mathfrak {G}}}A; siglo V).

## Análisis
Este capítulo en su conjunto (como muchas otras partes de 1-2 Reyes) funciona como una 'parábola y alegoría', y en particular incluye un 'proverbio' dado por Joás rey de Israel a Amasías rey de Judá (2 Reyes 14:9-10). Se ofrecen algunos ejemplos del estilo parabólico o alegórico en forma de «historia que se repite». En tiempos de Roboam, hijo de Salomón, tras la división del reino de Israel (1 Reyes 12:21-24), Sisac, rey de Egipto, saqueó el templo de Jerusalén (1 Reyes 14: 25-28) y este evento tiene un patrón similar en este capítulo cuando Joás el rey de Israel saqueó el templo y derribó gran parte de las murallas de la ciudad de Jerusalén (2 Reyes 14:13-14).  Otro paralelo comienza al final del capítulo cuando otro Jeroboam comenzó a reinar en Israel y los capítulos siguientes revelan una «simetría cronológica e histórica providencial» con el primer Jeroboam. Mientras que Jeroboam I inició la separación del reino unido para formar el reino septentrional de Israel, Jeroboam II comenzó la cuenta atrás para el fin de este reino septentrional. Hay un indicio de que los reinos se reunieron brevemente bajo la dinastía de Jehú se apoya en algunos detalles en el reinado de Jeroboam II: el rey de Israel extendió las fronteras de su reino desde Hamat en el norte hasta el mar de la Arabá en el sur, adentrándose en el territorio del reino de Judá (2 Reyes 14:25), lo que «se hace eco de los límites ideales del reino unido original» (1 Reyes 8:65).  2 Reyes 14:28 también puede traducirse como «recuperó Damasco y Hamat para Judá en Israel», como si Jeroboam II recuperara el territorio de Judá para «el reino de Israel», formando un reino (semi)unido.

## Amazías, rey de Judá (14:1-22)
Los registros históricos de Amasías, rey de Judá, podrían tomarse exclusivamente de los anales de Judea. Se vengó del asesinato de su padre (versículo 5, cf. 2 Reyes 12:20-21; los versículos 6-7 son un añadido de un escriba culto según 9, cf. también Ezequiel 18) sólo para caer víctima del asesinato él mismo (versículos 19-20). Amasías también derrotó a los edomitas en el Arabá («Valle de la Sal», versículo 7, cf. 2 Samuel 8:13, también versículo 22), poniendo de relieve una lucha entre Edom y Judá en aquella época (cf. 1 Reyes 22:48; 2 Reyes 16:6). Sin embargo, el mayor detalle se refiere a la guerra con Israel, que Amasías inició pero finalmente perdió (versículos 8-14). Amasías sobrevivió a Joás al menos quince años, pero su muerte violenta en el reinado de Jeroboam II, hijo de Joás, (versículos 15-16) probablemente guardaba relación con los acontecimientos de su derrota. El sucesor de Amasías, Azarías (más tarde, Uzías), fue elegido por «el pueblo de Judá» (versículo 21), que probablemente significa «el pueblo de la tierra», que tenía un «papel cada vez más influyente en la política de Judea» desde el final del reinado de Atalía. Azarías (2 Reyes 15:1-7) consiguió consolidar la conquista de Edom por su padre reclamando el puerto de Elat para Judá (cf. 1 Reyes 9:26).

### Versículo 1
En el segundo año de Joás hijo de Joacaz, rey de Israel, Amasías hijo de Joás, rey de Judá, se convirtió en rey
- En el segundo año de Joás, hijo de Joacaz": Según Edwin R. Thiele en su  cronología,[14] siguiendo «accession year method», Amasías el hijo de Joás de Judá se convirtió en el 9º rey de Judá empezando entre abril y septiembre del 796 a. C., porque el 2º año Joás el hijo de Joacaz, el rey de Israel, empezó en abril del 796 a. C.. [15]
- «Jehoahaz»: escrito en hebreo como Joahaz que es una forma alternativa de Joacaz.[16]
- «Joás, rey de Judá»: (cf. 2 Reyes 12:21), una persona diferente de Joás de Israel, el hijo de Joacaz, mencionado anteriormente en el Versículo.[17]

### Guerra entre Israel y Judá
Los registros históricos muestran que Adad-nirari III de Asiria reivindica una exitosa campaña hacia el oeste en 806 a. C., derrotando, entre otros, a 'Omri-Land' (el nombre que los asirios usan para Israel) y también a Edom (ANET 281-2). Esto podría animar a Amasías a emprender guerras contra Edom e Israel. Consiguió derrotar a Edom, pero calculó mal la fuerza de Israel. Joás, rey de Israel, había advertido a Amasías, usando una parábola: «Un cardo del Líbano envió un mensaje a un cedro del Líbano: 'Da tu hija a mi hijo en matrimonio'. Entonces llegó una bestia salvaje del Líbano y pisoteó el cardo. Has derrotado a Edom y ahora te muestras arrogante. Alégrate de tu victoria, pero quédate en casa. ¿Por qué buscar problemas y causar tu propia caída y la de Judá también?" Sin embargo, Amasías insistió en la guerra. El ejército de Joás derrotó al de Amasías en Bet-semesh, en las fronteras de Dan y Filistea, luego saqueó el palacio de Judá y el templo, también derribó 200 metros de la 'particularmente sensible muralla norte de Jerusalén', dejando la ciudad indefensa.

### Versículo 20
Y lo trajeron a caballo; y fue sepultado en Jerusalén con sus padres, en la ciudad de David. 
- Referencias cruzadas: 2 Crónicas 25:28

## Jeroboam (II), rey de Israel (14:23-29)
El reinado de Jeroboam eclipsa al de Joás, su padre, ya que el reino del norte disfruta de un período glorioso, cuando Aram-Damasco estaba atrapada entre Israel y Asiria (cf. versículo 28), que al parecer permitió a Jeroboam controlar los territorios hacia el norte hasta Hamat en el Orontes, y también hacia el este y el sur hasta el mar Muerto (versículo 25). Esto implica una hegemonía sobre Judá, o al menos sobre el valle del Jordán y las regiones al este del Jordán, Galaad y Gad. El Libro de Amós pone de relieve el éxito político momentáneo de Israel: estaban orgullosos de la tierra que habían ganado (Amos 6:13), las clases más altas al menos disfrutaban de la riqueza entrante (Amos 6:4-6), el pueblo creía que eran los favoritos de Dios (Amos 6:1)', aunque Amós profetizó que este período de felicidad sería corto. El profeta Jonás ben Amittai estaba activo en Israel en aquella época y había pronosticado los éxitos de Jeroboam, por lo que esto puede verse como la voluntad de Dios, al igual que otros acontecimientos políticos anteriores, 'según la palabra de Yahveh, que habló por mano de. ..' (cf. la 'regla subyacente'en Deuteronomio 18:21-22 y los ejemplos en 1 Reyes 15:29; 1 Reyes 16:12; 1 Reyes 22:38; 2 Reyes 10:17). Se cree que Dios véase cómo Israel había sufrido tanto en el pasado, por lo que Dios se apiadó, como se conecta con 2 Reyes 13:5-6, 23-5. La mención de Jonás apoya la base histórica de su afirmación en el Libro de Jonás de que la misericordia de Dios se extendía a pueblos más allá de Israel, incluida Asiria.

### Versículo 23
En el año quince de Amasías hijo de Joás, rey de Judá, comenzó a reinar en Samaria Jeroboam hijo de Joás, rey de Israel, y reinó cuarenta y un años. 
- En el año 15 de Amasías": Según la cronología de Thiele, siguiendo el «método del año de accesión», Jeroboam hijo de Joás se convirtió en corregente en el trono de Israel con su padre en abril del 793 a. C., para luego reinar en solitario tras la muerte de su padre a partir de septiembre del 782 a. C. y abril del 781 a. C..[22]
- «41 años»: según la cronología de Thiele, siguiendo el «método del año de accesión», son los años del reinado de Jeroboam comenzando desde el co-reinado con su padre en abril del 793 AEC, hasta su muerte un tiempo antes de Tishrei (septiembre) del 753 AEC.[22] La corregencia se sugiere inicialmente en Seder Olam Rabbah[23] y también por Kimhi.[24] Según McFall, Jeroboam murió entre el mes de Elul (el 6º mes en el calendario eclesiástico hebreo; agosto/septiembre) y Tishrei (el 7º mes; septiembre/octubre) 753 a. C., para ser sucedido inmediatamente por su hijo, Zacarías, que fue en el año 38 de Uzías (=Azarías), rey de Judá. [25]

## Arqueología

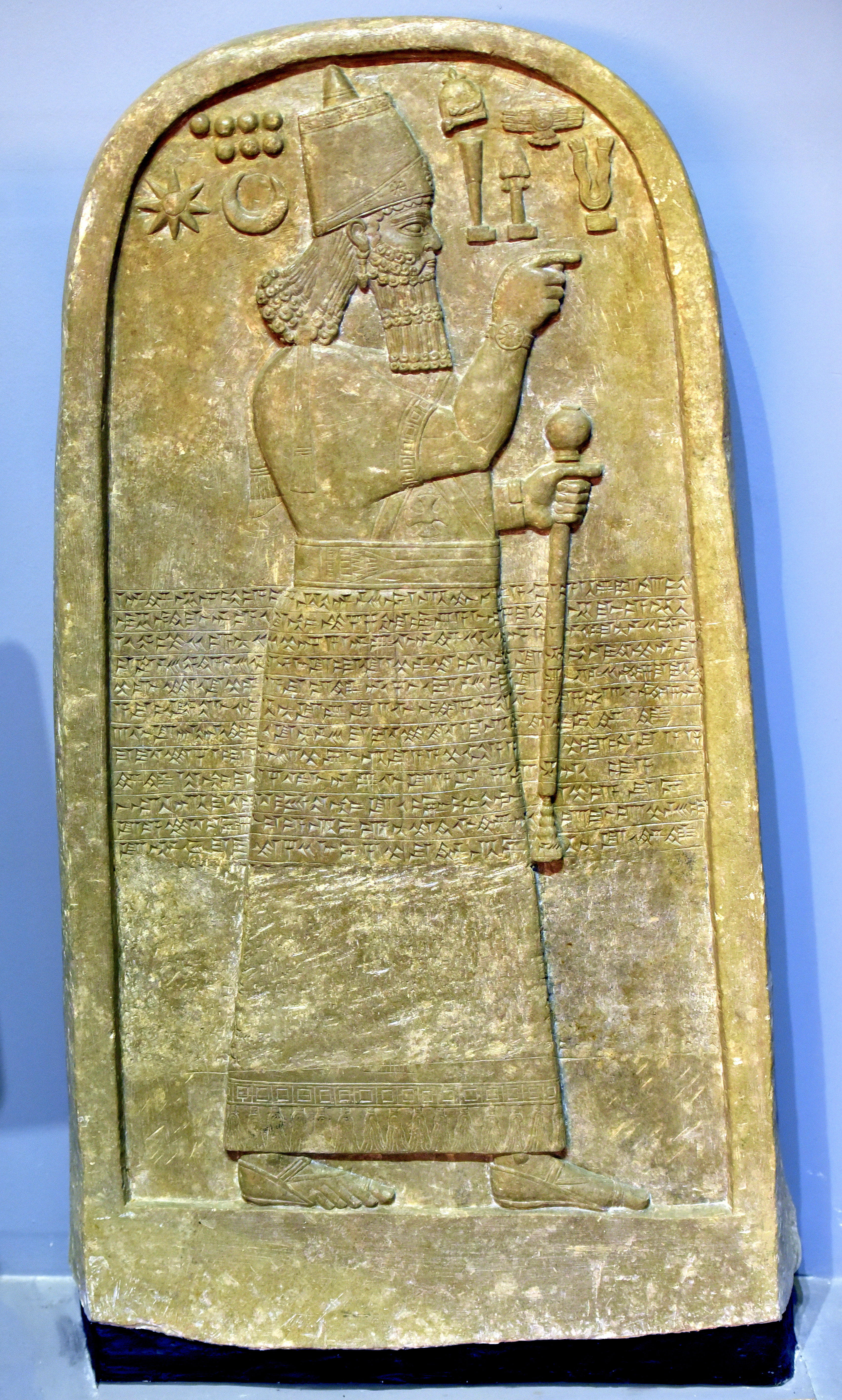
Estela de Adad-nirari III de Tell al-Rimah, en el Iraq Museum, menciona el nombre de Joás el Samario

En la excavación de Tell al-Rimah se encontró una estela de Adad-nirari III en la que se mencionaba a «Joás el Samario»  y contiene la primera mención cuneiforme de Samaria con ese nombre.  Las inscripciones de esta «Estela de Tell al-Rimah» pueden aportar pruebas de la existencia del rey Joás, atestiguar el debilitamiento del reino sirio (cf. HE) y mostrar la condición de vasallo del reino septentrional de Israel ante los asirios.
Una imagen postulada de Jehoash se reconstruye a partir de restos de yeso recuperados en Kuntillet Ajrud. Las ruinas eran de un templo construido por el reino del norte de Israel cuando Joás de Israel obtuvo el control sobre el reino de Judá durante el reinado de Amasías de Judá.